# Győri ETO FKC
A Győri ETO FKC egy férfi kézilabdacsapat,  Győr városának egyetlen európai kupagyőztes csapata volt.

## Története
Az 1904-ben alapított Győri ETO kézilabda szakosztálya 1948-ban alakult meg. Először 1959-ben szerepelt a legjobbak között az NBI-ben és 2009-ig egy év kivételével, mindig az első osztály tagja volt.

### Újraindulás 2013-ban
Egy korszak zárult le 2011-ben, de két év kihagyás után, 2013 NB I./B bajnok csapata a SZESE Győr megszerezte a jogokat és felvette az ETO nevet. Ezzel Győrnek újra van élvonalbeli férfi kézilabdacsapata ETO-SZESE néven.

### Névváltoztatások
- 1948-1968: Győri Vasas ETO
- 1969-1993: Győri Rába ETO
- 1993-2006: Győri ETO KC 
  - 1993-1999: Gardénia ETO
  - 2002-2006: Tento ETO
- 2006- : Győri ETO FKC 
  - 2006 ősz: Rába Quelle ETO
  - 2007 tavasz: Seat ETO
  - 2008 ősz: GyőrHő ETO
  - 2010 tavasz: Etik ETO
  - 2010 ősz FAB ETO Győr

## Sikerek
- Magyar bajnokságban
  - Aranyérmes: 1987, 1988/89, 1989/90
  - Ezüstérmes: 1961, 1973, 1986
  - Bronzérmes: 1960, 1963, 1985, 1991/92
- Magyar Kupában
  - Kupagyőztes:  1973, 1985, 1986, 1987
  - Kupadöntős: 1970, 1991, 1992, 1995
  - Kupa elődöntős: 1971, 1972, 1988, 1989, 1990, 1993, 1996, 1998
- IHF-kupa győztes: 1985/86
- Duna Kupa győztes: 1983, 1984

### Európai kupameccsek
- 1/32 = 32 közé jutásért
- 1/16 = 16 közé jutásért
- 1/8 = nyolcaddöntő
- 1/4 = negyeddöntő
- 1/2 = elődöntő
- D = döntő
- az első eredmény a győri, a második az idegenbeli
- # = mindkét meccs Győrben

| Szezon  | Kupa | Forduló | Ország        | Ellenfél            | Eredmény       |
| ------- | ---- | ------- | ------------- | ------------------- | -------------- |
| 1985/86 | IHF  | 1/16    | Török         | Simtel SC           | 31-17, 22-17   |
|         |      | 1/8     | Svájc         | RTV 1879 Basel      | 28-18, 28-25   |
|         |      | 1/4     | Csehszlovákia | Tatran Presov       | 30-19, 21-24   |
|         |      | 1/2     | Jugoszlávia   | Proletar Zrenjanin  | 30-19, 22-25   |
|         |      | D       | Spanyol       | Technisan Alicante  | 23-17, 20-24   |
| 1986/87 | KEK  | 1/8     | Izrael        | Hapoel Ramat Gan    | 19-18, 32-25   |
|         |      | 1/4     | Német         | MTSV Schwabing      | 23-17, 15-21   |
| 1987/88 | KEK  | 1/8     | Spanyol       | Atletico Madrid     | 24-15, 13-24   |
| 1988/89 | BEK  | 1/16    | Holland       | Kwantum Blauw Wit   | 26-12, 26-23   |
|         |      | 1/8     | Svéd          | Drott Halmstad      | 23-22, 18-23   |
| 1989/90 | BEK  | 1/16    | Görög         | Philippos Verias    | 33-15, 23-23   |
|         |      | 1/8     | Izland        | Valur Reykjavík     | 29-23, 23-21   |
|         |      | 1/4     | Szovjet       | SZKA Minszk         | 21-29, 22-31   |
| 1990/91 | BEK  | 1/16    | Román         | Steaua Bucuresti    | 21-20, 21-26   |
| 1992/93 | KEK  | 1/16    | Román         | HC Minaur Baia Mare | 25-20, 19-24   |
| 1993/94 | City | 1/8     | Portugál      | Benfica             | 21-24, 17-19   |
| 1995/96 | KEK  | 1/16    | Jugoszlávia   | Cervena Zvezda      | 30-27, 25-34   |
| 1996/97 | City | 1/16    | Norvég        | Drammen HC          | 27-25, 15-17   |
| 2003/04 | EHF  | 1/32    | Litván        | Akademikas Kaunas   | 25-18, 29-23 # |
|         |      | 1/16    | Belarusz      | Meskov Breszt       | 27-22, 26-32   |

Európai statisztika: 40 meccs - 24 győzelem, 1 döntetlen, 15 vereség - 946 dobott, 877 kapott gól - 61,25%-os eredményesség

## 2009/2010-es keret
| Kapusok: - Hoffmann Ákos - Sarmon Szabolcs - Somogyi Ádám Mezőnyjátékosok: - Petrovszki Péter - Horváth Adrián - Hollós Máté - Rippert Bálint |  | - Kőhalmi Dániel - Báthori Gábor - Horváth János - Bella Viktor - Németh Norbert - Rádli Ferenc - Paár Olivér - Kalmár László - Schneider Miklós - Szabó András |

### 2009. nyári játékosmozgás
| Érkezett: - Báthori Gábor (Pápa) - Horváth János (Várpalota) - Bella Viktor (Pápa) - Németh Norbert (Ajka) - Rádli Ferenc (Komárom) - Szabó András |  | Távozott: - Székely István (Tatabánya) - Nagy Tamás (Tatabánya) - Kányai Róbert (Tatabánya) - Széles László (Dunaferr) - Németh Gábor (Dunaferr) - Kovács Ádám (Németország) - Bognár Róbert (Gyöngyös) - Becker Balázs (Komárom) - Szabó Balázs (?) - Herjeczki Balázs (?) - Nagy Dávid (?) |

## Szakmai stáb
Technikai vezető: Hartáné Kovács Edit
Szakosztályvezető: Jakab Lajos
Ifjúsági edző: Pauer Zoltán
Serdülő edző: Baksa Péter

### A csapat korábbi edzői
| Évadtól évadig   | Név                          | Mérkőzésszám          | Eredmények                                         |
| ---------------- | ---------------------------- | --------------------- | -------------------------------------------------- |
| 1959-1964        | Kránitz István               | 136                   | egy ezüst-, két bronzérem                          |
| 1965-1968        | Duck Zoltán                  | 78 + 22 másodosztályú | NBII aranyérem                                     |
| 1969-1973        | Joósz Attila                 | 130                   | egy ezüstérem, egy kupagyőzelem, egy kupadöntő     |
| 1974-1981        | Ajtony Ákos                  | 184                   |                                                    |
| 1982-1986        | Joósz Attila (másodszor) (*) | 100 + 4 nemzetközi    | egy bronzérem, egy kupagyőzelem, IHF kupa győzelem |
| 1986-1988/89     | Szaló Tibor (*)              | 88 + 16 nemzetközi    | két arany-, egy ezüstérem, két kupagyőzelem,       |
| 1989/90-1990/91  | Vura József (*)              | 39 + 8 nemzetközi     | egy aranyérem                                      |
| 1990/91-1992/93  | Szaló Tibor (*) (másodszor)  | 57 + 2 nemzetközi     | egy bronzérem két kupadöntő                        |
| 1992/93-1993/94  | Nyikus István (*)            | 31 + 2 nemzetközi     |                                                    |
| 1993/94-1997/98  | dr. Hoffmann László (*)      | 99 + 4 nemzetközi     | egy kupadöntő                                      |
| 1997/98          | Kiss Szilárd (*)             | 10                    |                                                    |
| 1997/98-1998/99  | Horváth József (*)           | 25                    |                                                    |
| 1998/99-2006/07  | Tóth László                  | 249 + 4 nemzetközi    |                                                    |
| 2007/08          | Deáki István                 | 28                    |                                                    |
| 2008/09-2009/10  | Vura József (*) (másodszor)  | 26 + 5 másodosztályú  |                                                    |
| 2009/10-jelenleg | Deáki István (másodszor)     | másodosztályú         |                                                    |

(*) Év közbeni edzőcsere.

## Az ETO korábbi játékosai
Lásd még: Győri ETO FKC kézilabdázóinak listája

### Olimpiai résztvevők
- Negyedik helyezettek
  -  Csicsay Ottó, 1988, Szöul
  -  Iváncsik Mihály, 1988, Szöul
  -  Oross Tibor, 1988, Szöul
- Hetedik helyezettek
  -  Csicsay Ottó, 1992, Barcelona
  -  Iváncsik Mihály, 1992, Barcelona
- Nyolcadik helyezett
  -  Horváth József, 1972, München

### Világbajnoki résztvevők
- Ezüstérmesek
  -  Oross Tibor, 1986
  -  Iváncsik Mihály, 1986

### Idegenlégiósok
| - Muresán György - Savelius Venediktovas - Sevcov Vaszilij - Baran Michal (válogatott) - Bogdanovics Misko - Fis Rousseduy Julio (válogatott) |  | - Markovics Vladan - Wong Diego Quinones - Szabó Péter (válogatott) - Gamrát Lukas (válogatott) - Basarics Borislav - Djordjevics Srdjan |  | - Milicsevics Igor - Kuzman Milan - Majeri Zoltán (válogatott) - Vuckovic Gojko - Roman Gheorghe |

### Magyar bajnokok
| - Balogh Imre, 1987, 1988/89 - Cseri Péter, 1987, 1988/89, 1989/90 - Csicsay Ottó, 1987, 1988/89, 1989/90 - Deáki István, 1987, 1988/89, 1989/90 - Domonkos Attila, 1987, 1988/89 - Fenyő Kálmán, 1987, 1988/89, 1989/90 - Horváth Zsolt, 1987, 1988/89, 1989/90 - Iváncsik Mihály, 1987, 1988/89, 1989/90 - Kádár Zoltán, 1987, 1988/89, 1989/90 - Menyhért Tamás, 1987, 1988/89 - Oross Tibor, 1987, 1988/89, 1989/90 |  | - Polgár László, 1987, 1988/89, 1989/90 - Szekér Attila, 1987 - Tóth László, 1987, 1988/89, 1989/90 - Vesztergom Zoltán, 1987, 1988/89, 1989/90 - Felföldi Gábor, 1988/89, 1989/90 - Rádli Ferenc, 1988/89, 1989/90 - Czakó Gábor, 1989/90 - Hoffmann Ákos, 1989/90 - Kovacsics István, 1989/90 - Lukács, 1989/90 - Rosta Miklós, 1989/90 |

## Elismerések, kitüntetések
Magyar Örökség díj, 2013